# 月と甘い涙
『月と甘い涙』（つきとあまいなみだ）は、日本の歌手CHARAの20枚目のシングルである。2000年8月23日発売。発売元はエピックレコードジャパン。

## 解説
- 日本テレビ系列ドラマ『リミット もしも、わが子が…』主題歌。
- カップリング曲の「KANA」はアルバム未収録曲である。
- オリジナル・アルバムには収録されず、同年11月1日発売のベスト・アルバム『Caramel Milk 〜THE BEST OF CHARA〜』に初収録された。

## 収録曲
全作詞・作曲：CHARA
1. 月と甘い涙 (4分59秒)
編曲：渡辺善太郎
2. KANA (Acoustic version) (3分7秒)
3. 月と甘い涙 (instrumental version) (4分59秒)